# Graciela Acosta
Graciela Acosta, vollständiger Name Graciela Acosta Bastos, (* 1963) ist eine ehemalige uruguayische Leichtathletin.

## Karriere
Acosta war im Weitsprung und im Dreisprung sowie in den Laufwettbewerben auf den Sprintstrecken aktiv. Bei den Juniorensüdamerikameisterschaften 1981 ersprang sie mit einer erzielten Weite von 5,74 Metern die Bronzemedaille im Weitsprung. Im selben Jahr wurde sie ebenfalls Dritte in dieser Disziplin bei den Südamerikameisterschaften 1981. Im Folgejahr nahm sie mit dem Team Uruguays an den Südamerikaspielen 1982 in Argentinien teil. Dort gewann sie Silber im Weitsprung. Ebenfalls Silber holte sie bei den Südamerikameisterschaften 1983 mit der 4-mal-100-Meter-Staffel. Bei den Südamerikameisterschaften 1985 platzierte sie sich hinter Conceição Geremias und Silvia Murialdo auf dem 3. Rang der Weitsprungkonkurrenz. Sie gehörte abermals dem uruguayischen Aufgebot bei den Südamerikaspielen 1986 in Chile an. Dort erreichte sie 5,78 Meter und holte Gold im Weitsprungwettbewerb. Im selben Jahr gewann sie bei den Iberoamerikanischen Meisterschaften 1986 Bronze im Weitsprung hinter den beiden Kubanerinnen Eloína Echevarría und Niurka Montalvo. Mit der 4-mal-100-Meter-Staffel Uruguays bestehend aus Virginia Guerra, Soledad Acerenza, Claudia Acerenza und ihr erlief sie bei diesen Meisterschaften den 4. Platz.
1990 erzielte sie, für den deutschen Verein USC Mainz startend, bei der Veranstaltung im rheinland-pfälzischen Betzdorf mit 5,99 Metern ihre persönliche Karrierebestweite im Weitsprung. Bei den Weltmeisterschaften 1993 in Stuttgart verpasste sie das Dreisprung-Finale als 13. ihrer Qualifikationsgruppe.
2001 nahm sie an den Senioren-Weltmeisterschaften in Brisbane teil und gewann mit einer erzielten Weite von 11,01 Metern die Silbermedaille im Dreisprung.

## Erfolge
- 3. Platz Juniorensüdamerikameisterschaft 1981 – Weitsprung
- 3. Platz Südamerikameisterschaft 1981 – Weitsprung
- 2. Platz Südamerikaspiele 1982 – Weitsprung
- 2. Platz Südamerikameisterschaft 1983 - 4-mal-100-Meter-Staffel
- 3. Platz Südamerikameisterschaft 1985 – Weitsprung
- 1. Platz Südamerikaspiele 1986 – Weitsprung
- 3. Platz Iberoamerikanischen Meisterschaften 1986 – Weitsprung

## Persönliche Bestleistungen
- Weitsprung: 5,99 Meter, 14. Juli 1990, Betzdorf
- Dreisprung: 12,55 Meter, 26. Juni 1993, Montevideo[2]